# François-Noël Babeuf

Firma di Gracchus Babeuf

François-Noël Babeuf, noto anche come Gracchus Babeuf in riferimento ai fratelli Gracchi, riformatori e tribuni della plebe romani (Saint-Quentin, 23 novembre 1760 – Vendôme, 27 maggio 1797), è stato un rivoluzionario e giornalista francese, protocomunista, socialista e anarchico, organizzatore della Congiura degli Eguali detta appunto "babuvista".

## La giovinezza

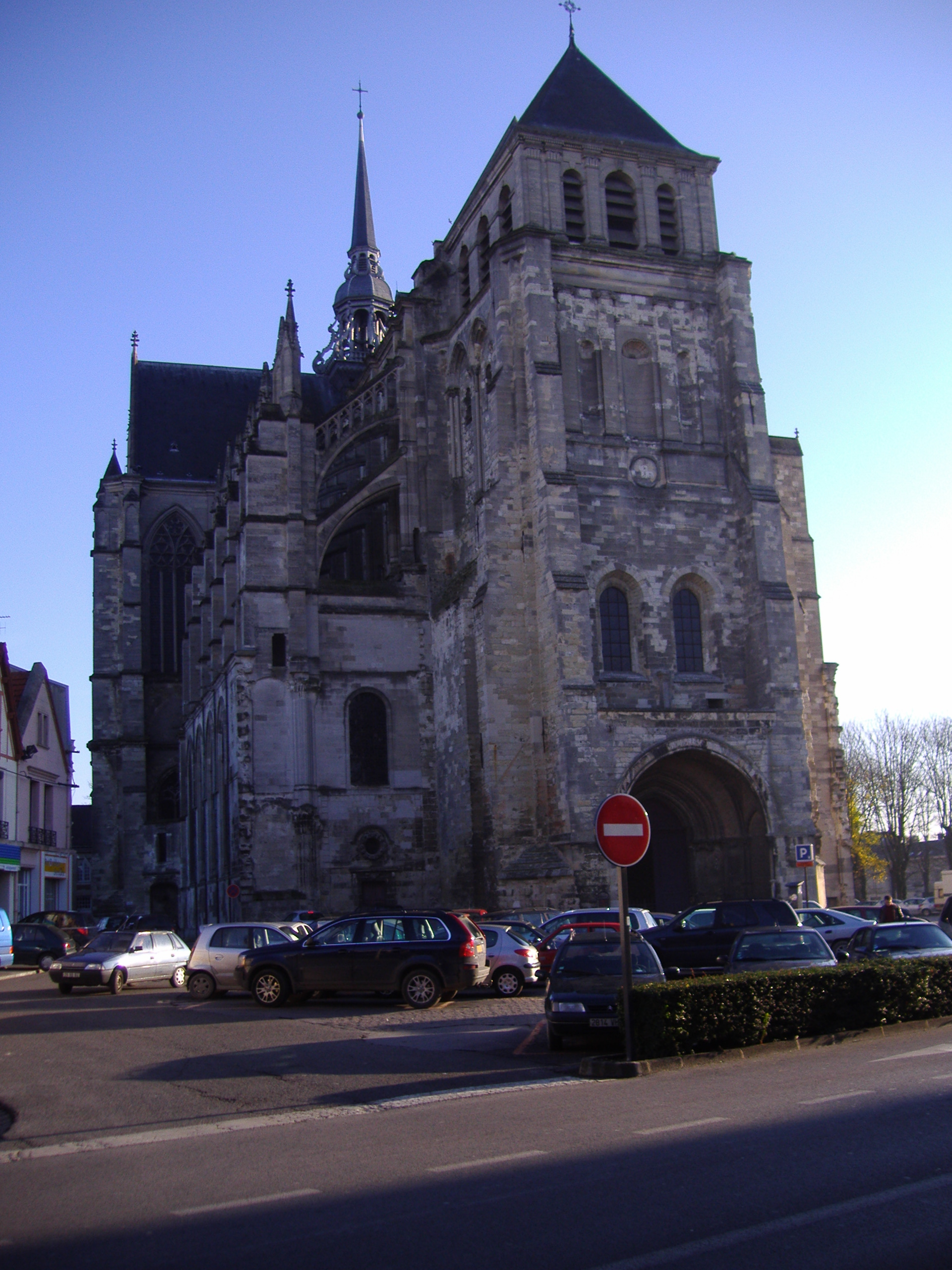
La basilica di Saint-Quintin

François-Noël è il primogenito della famiglia di Claude Babeuf, il quale aveva disertato l'esercito francese nel 1738; condannato per questo e poi amnistiato nel 1755, divenne impiegato delle imposte e fu l'unico insegnante di François. La famiglia in cui François-Noël crebbe apparteneva alla piccola borghesia povera, classe vicina a quella dei lavoratori non proprietari, dalla quale si distingueva tuttavia per una maggiore cultura, per la volontà di emergere e per un impegno politico favorito dai mutamenti sociali in corso e dalle conseguenti richieste di eguaglianza politica alle quali la crisi dell'Ancien régime né riusciva né voleva dare risposte adeguate.
Ancora grazie all'esperienza paterna, che lo rese edotto di materia fiscale, prese servizio nel 1777 dal signore di Bracquemont, un notabile della provincia di Roye, nella Piccardia; di qui, nel 1779, andò a guadagnare tre lire al mese da un cancelliere di Flixecourt. Nel 1780, rimasto orfano di padre, dovette assumersi l'onere del mantenimento di una famiglia numerosa, un impegno che dovrà mantenere per tutta la vita.
Il 13 novembre 1782 sposa Marie Anne Victoire Langlet, un'ex-cameriera della signora di Braquemont, che aveva conosciuto cinque anni prima, al tempo del suo primo impiego. Avranno cinque figli: Catherine Adelaide Sophie (1783-1787), Robert (1785-1842), soprannominato Émile in onore di Rousseau, Catherine Adelaide Sophie (1788-1795), Jean-Baptiste Claude (1790-1815) e Gaius Gracchus (1797-1814).
Apre uno studio di commissaire à terrier, ossia commissario al registro catastale agrario, equivalente a un'attività di geometra e agrimensore, che gli permette, ma soltanto per pochi anni, di migliorare la propria situazione economica.

### Lo sfruttamento feudale

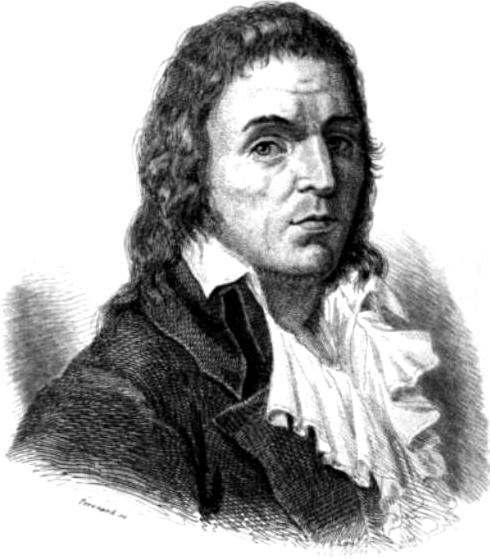
Ritratto di Babeuf

Il suo lavoro consisteva infatti nel determinare i diritti signorili, tipici di una società feudale, che gravavano sulle terre, diritti spesso soggetti a prescrizioni, a trascuratezza e a contestazioni. La nobiltà feudale, e specialmente la piccola proprietà nobiliare, nella seconda metà del Settecento vorrà mettere una particolare cura nel tutelare e rivendicare tali diritti a fronte delle continue maggiori spese cui doveva far fronte: è questa, nella sostanza, la causa della violenta e acrimoniosa reazione feudale che giocherà una funzione importante negli sviluppi della crisi del regime feudale francese. Lo stesso Babeuf scriverà nel 1795 che «fu proprio nella polvere degli archivi signorili che scoprii i misteri delle usurpazioni della casta nobiliare», una scoperta e una consapevolezza maggiore di tanti rivoluzionari ben più noti e celebrati di lui.
Se pur è vero che in diverse regioni della Francia il tradizionale sfruttamento feudale della nobiltà terriera sui contadini era da tempo in regressione, trasformandosi nelle moderne forme di proprietà capitalistiche, in altre regioni, come la Piccardia, per non dire della Vandea, esso era la regola ed era aggravata, oltre che dall'esplosione demografica, che produceva una massa di braccianti sovradimensionati rispetto alle possibilità di lavoro, dalla riduzione dei diritti collettivi sulla terra dei quali tradizionalmente godeva - come il diritto di pascolo e di utilizzo di beni comuni - e dalla congiuntura economica che, con l'aumento del prezzo della terra, favoriva la vendita della terra, con il conseguente accentramento in grandi proprietà e un altrettanto conseguente disoccupazione.

### La corrispondenza con l'Accademia di Arras

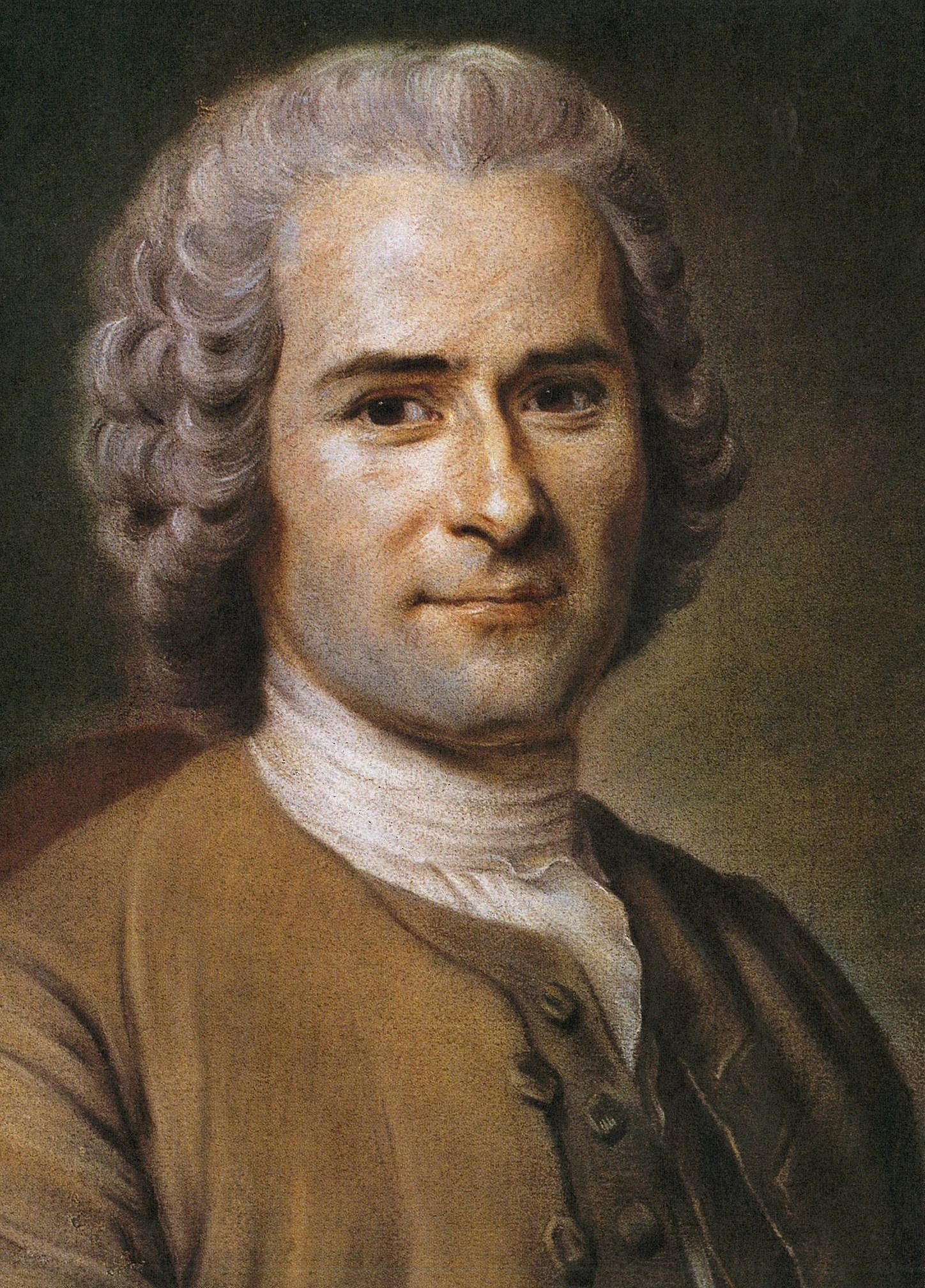
Jean-Jacques Rousseau

Nel 1785 entra in corrispondenza con il segretario dell'Accademia di Arras, Dubois de Fosseux, che si occupa di raccogliere e comunicare analisi della situazione delle campagne e dei progetti atti a migliorarne la situazione. L'occasione gli era stata offerta da un concorso bandito dall'Accademia a cui Babeuf partecipò, senza successo, avendo mandato in ritardo il suo manoscritto che svolgeva una tesi sulla grande proprietà agraria.
Mostra la sua vicinanza alle idee di Rousseau quando il 27 novembre 1786 scrive di essere «fautore di un sistema assai noto, che si alimenta dell'idea della felicità sociale e consiste nella pretesa che la popolazione è la misura dell'aumento della ricchezza comune», in opposizione alle opinioni fisiocratiche, che credono che minore è la popolazione e maggiore sarà la ricchezza nazionale relativa. E il 13 dicembre scrive al segretario dell'Accademia di dedicarsi «alla formazione o piuttosto alla conservazione del fisico dei miei rampolli e per questo ho seguito, quanto meglio ho potuto, il noto sistema di quelli fra i nostri pensatori moderni che stimo essere i più ragionevoli» e cita i sistemi educativi svolti da Rousseau nel suo Emile.
In una lettera del 21 marzo 1787 propone tre soggetti per il concorso accademico previsto nel 1789: nel primo suggerisce di abolire l'uso di lasciare annualmente incolto, a maggese, un terzo delle terre coltivabili; nel secondo, si pone il problema di stabilire «la più giusta determinazione della quantità, della situazione locale, dei limiti, dei diritti e dei doveri di tutte le parti»; nel terzo si esprime a favore, pur mantenendo una forma dubitativa, della coltivazione collettiva della terra: «quale sarebbe lo stato di un popolo le cui istituzioni sociali fossero tali che regnasse indistintamente, presso ciascuno dei suoi membri individuali, la più perfetta eguaglianza, che il suolo da lui abitato non appartenesse a nessuno ma a tutti, che infine tutto fosse comune, compresi i prodotti di ogni genere di industria. Simili istituzioni sarebbero autorizzate dalla Legge naturale? Sarebbe possibile che siffatta società sussistesse e anche che fossero praticabili i mezzi d'osservare una ripartizione assolutamente eguale?».
Il 23 maggio comunica al segretario dell'Accademia il suo progetto di stabilire un nuovo Cadastre perpétuel, un Catasto perpetuo, per mettere a punto il quale si era recato a Parigi per contattare il matematico Audiffret che aveva messo a punto un "grafometro trigonometrico", un goniometro di agrimensore con il quale Babeuf si propone di «eseguire la più esatta misurazione di ogni oggetto raggiungibile dallo sguardo» in modo da determinare esattamente la misura delle proprietà terriere e, di qui, l'esatta imposta dovuta dai proprietari. Il progetto voleva incidere sulle ingiustizie fiscali per le quali si tassavano le piccole proprietà - facilmente misurabili e note - mentre rimanevano evase parte delle grandi proprietà, per lo più sconosciute allo Stato. L'Accademia lascerà cadere il progetto che Babeuf ripresentò nel 1789 all'Assemblea Nazionale.
Dubois de Fosseux, nel giugno del 1787, trasmise a Babeuf l'opuscolo di un avvocato di Orléans, un certo Collignon, intitolato L'Avant-coureur du changement du mond entier (Il Riformatore del mondo intero). Nella sua lettera di risposta dell'8 luglio Babeuf si dichiara entusiasta: «come amo il Riformatore generale! È un vero peccato che egli lasci un vuoto a proposito dei mezzi [...] per realizzare una grande rivoluzione bisogna operare grandi mutamenti [...] tra gli uomini ci devono essere le minime differenze? La Natura [...] ha voluto che un individuo fosse nutrito, vestito, alloggiato meno bene di un altro? [...] Mi sembra che il nostro Riformatore vada oltre il Cittadino di Ginevra [...] come lui, sostiene che, essendo tutti gli uomini eguali, non devono possedere nulla in particolare, ma godere di tutto in comune e in modo che, nascendo, ogni individuo non sia né più né meno ricco, né meno considerato di ciascuno di quelli che lo circondano [...]».

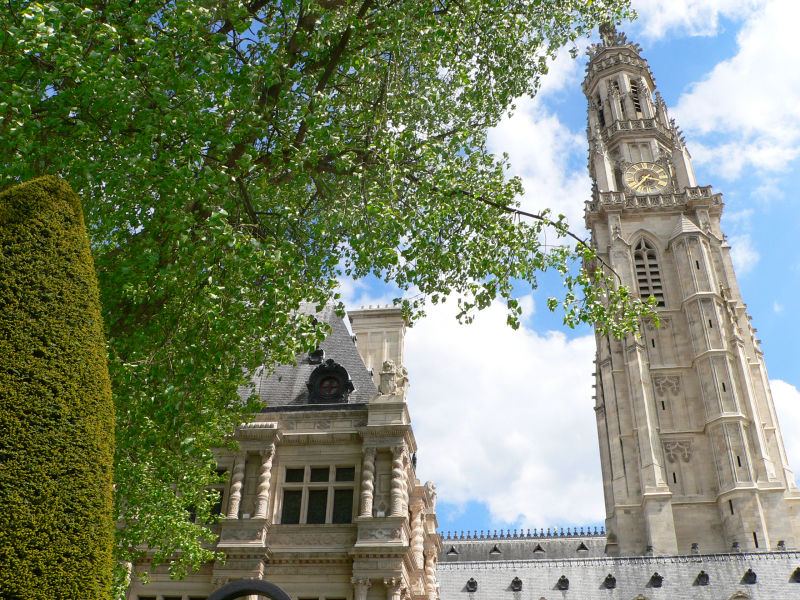
Scorcio della cattedrale di Arras

In questa stessa lettera si mostra favorevole all'adozione in tutta la Francia di un nuovo codice di leggi, sull'esempio dell'iniziativa presa anni prima da Federico II - a quel tempo universalmente considerato un principe illuminato - perché in tal modo crede che si porrebbe un freno alla molteplicità degli usi e delle usurpazioni del diritto tipici dei regimi feudali, alle «rivoltanti distinzioni in tutti gli ordini della società. Chiunque fu meno feroce, meno astuto o più sfortunato nella lotta, finì con l'essere servo e oggetto del disprezzo altrui. Di qui, ancora, la formazione di codici bizzarri che servirono agli usurpatori come titoli che legittimavano i loro saccheggi e come irrevocabili decreti, per le famiglie vinte, di confisca delle loro proprietà [...] coloro che avevano più ascendente e preponderanza grazie alle proprie ricchezze fecero stabilire, nelle assemblee convocate per la redazione di siffatti codici, articoli a loro piacimento».
La corrispondenza con l'Accademia di Arras si interrompe definitivamente il 21 aprile 1788: Babeuf aveva compreso la vacuità di quell'Istituzione che, come tante altre, discuteva e proponeva di tutto senza avere la volontà - e forse neanche l'interesse - di concludere alcunché. Ma le lettere che si sono conservate sono preziose per la ricostruzione delle convinzioni del prossimo rivoluzionario.

### Babeuf e l'Illuminismo

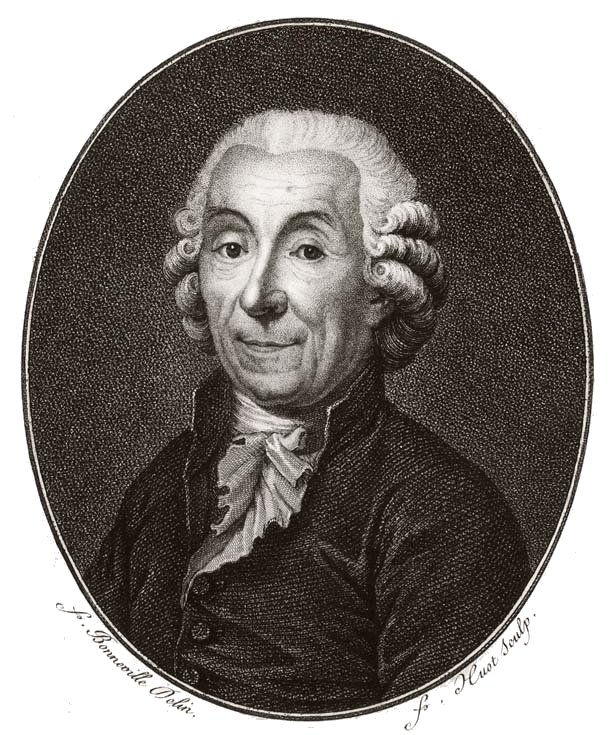
Il filosofo e politico Gabriel Bonnot de Mably

Non sappiamo esattamente quali libri possedesse e avesse letto Babeuf; di lui, abbonato al Mercure de France e a L'Année littéraire, si sa che, giovane, lesse di Mably i Principes de la législation, del Vauban la Dîme royale, di Rousseau il Discours sur l'origine de l'inégalité parmi les hommes, l'Emile, le Confessions e, negli ultimi anni, Le Contrat social, oltre al Code de la nature del Morelly e gli scritti di Marat.
Illuminista, pur approvando in gran parte Rousseau, non ne condivise il pessimismo, fiducioso com'era che una cultura diffusa comportasse necessariamente il progresso del genere umano, né l'ispirazione religiosa, al quale oppose il proprio ateismo e il materialismo di Helvétius e Holbach, e quello socialisteggiante di Jean Meslier.
Autodidatta, conobbe altri autori solo di seconda mano; in compenso, conosceva bene i problemi concreti dei suoi concittadini, per risolvere i quali crederà di dover adottare un programma che andava più lontano di qualunque altro e per il quale diede la vita.

## La Rivoluzione

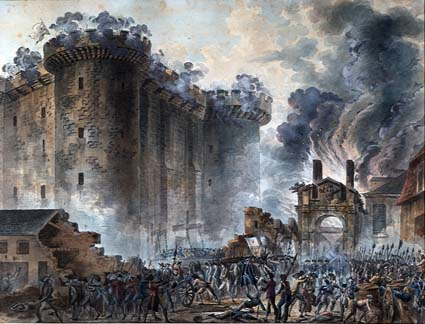
Presa della Bastiglia

Babeuf è a Parigi il 17 luglio 1789, tre giorni dopo la presa della Bastiglia, per curare la pubblicazione del suo Catasto perpetuo, dedicato all'Assemblea Nazionale, a cui premette un Discorso preliminare che è una sintesi di rivendicazioni democratiche, dal momento, scrive, che è «appunto in favore dell'oppresso ci siamo votati alla redazione dell'opera che pubblichiamo»: richiesta di un'imposta proporzionale - non però progressiva - «che non si vendano più i beni spirituali della Religione, che sia cioè permesso di nascere e morire senz'obbligo di mettere mano alla tasca per pagare le cerimonie d'uso in tali circostanze. Che s'istituisca una cassa nazionale per le sussistenze dei Poveri. Che si stipendino, a carico dei fondi pubblici, i Medici, i Farmacisti e i Chirurghi, perché possano somministrare gratis i loro servigi. Che sia fatto un piano di educazione nazionale di cui possano profittare tutti i Cittadini. Che i Magistrati siano del pari stipendiati con le pubbliche entrate, così da rendere la Giustizia gratuita».
Per vivere, s'impiega nel giornale Le Courrier de l'Europe, inviando a Londra le corrispondenze sulla situazione della capitale, in cui alle crescenti difficoltà economiche si univano i problemi dell'approvvigionamento che fecero nascere la credenza di un complotto aristocratico per affamare la popolazione - il pact de famine, patto di carestia.
A ottobre ritorna a Roye, impegnandosi nella richiesta di abolizione delle vecchie tasse feudali; a questo scopo si fa promotore di una petizione, indirizzata all'Assemblea Nazionale, che viene appoggiata da 800 comuni della Piccardia e dell'Artois (oggi Pas-de-Calais): nell'indirizzo, sostiene che le aides, le imposte indirette, le gabelles, una quantità di tasse date in appalto, e i droits d'entrées aux villes, i dazi comunali, tutte tasse mantenute dall'Assemblea in attesa di una riforma fiscale generale, erano illegittime e «non potevano essere mantenute, nemmeno provvisoriamente, dai Francesi divenuti liberi».
Il Comitato delle ricerche dell'Assemblea Nazionale - una commissione incaricata di proporre l'incriminazione degli imputati di reati politici - definì la Petizione un «libello incendiario»; il 10 maggio 1790 Babeuf si autodenuncia autore della petizione e risponde che un libello «non è uno scritto il cui autore si faccia conoscere pubblicamente, non è uno scritto che tutti si affrettano a sottoscrivere» e denuncia che nemmeno prima della Rivoluzione «l'inquieta tirannide spinse le precauzioni al punto di chiudere decisamente la bocca alle proteste». Arrestato il 19 maggio, è condannato ma viene liberato il 7 luglio per l'intervento tanto di nobili liberali che per la campagna a suo favore dell'Ami du peuple di Marat e il 20 agosto è accolto come un trionfatore nella sua Roye.
Nel suo giornale Le Correspondant picard protesta contro la Dichiarazione dei diritti che solo in apparenza riconosceva l'eguaglianza di tutti i cittadini, dal momento che essi vengono distinti in «attivi», dotati di un reddito e in «passivi», quelli che non hanno nulla e non hanno diritto di voto. Del resto, tra i cittadini attivi, solo l'uno per cento dei più agiati poteva essere ammesso alle urne, eleggendo a deputato chi poteva pagare un contributo di un marco d'argento (52 franchi): i «rappresentanti del popolo» venivano così scelti solo fra i benestanti.
Il suo giornale svolge un'attività di protesta nell'alveo di un programma democratico: si batte contro le pretese ecclesiastiche di reclamare le decime feudali e di quelle nobiliari di poter continuare a disporre dei beni del comune di Roye - i diritti feudali gravanti sui beni saranno aboliti per decreto della Convenzione soltanto il 17 luglio 1793 - attirandosi così l'ostilità dei notabili della cittadina, che riescono ancora a farlo arrestare, ma solo per breve tempo, né queste iniziative lo intimidiscono.

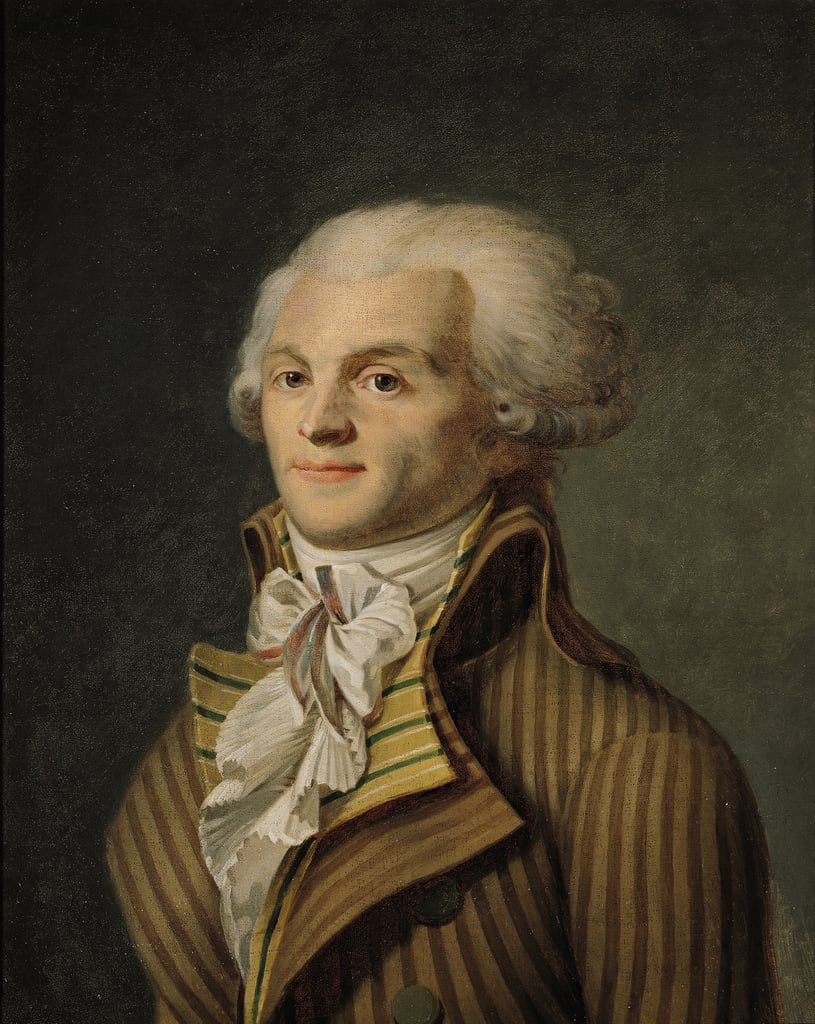
Maximilien de Robespierre

Alla notizia del tentativo di fuga dalla Francia di Luigi XVI, chiede l'instaurazione della Repubblica e sostiene la candidatura dell'abate Coupé de Sermaize all'Assemblea legislativa, ritenendolo - ma ne sarà presto deluso - un sostenitore coerente e inflessibile di un programma politico radicale. Appoggiandolo, non si fa illusioni sull'onestà dei deputati dell'Assemblea - «questo grande teatro in cui tanti personaggi verranno con un ruolo e con una maschera» - e gli suggerisce di «aggirare tutti gli ostacoli e di sventare con astute manovre le macchinazioni e le bricconerie del partito dell'iniquità, di evitare le sorprese e le insidie, di opporre insomma con opportunità e perspicacia una tattica all'altra. Ciò che io vorrei in quest'assemblea sarebbe, tra i sostegni che il popolo può dare, una conoscenza più approfondita delle sue sofferenze e dei suoi bisogni, una maggior risoluzione ad applicare a tanti mali il solo rimedio efficace: più animo per volere con energia e persistenza la soppressione della miseria e dell'ignoranza».
Attacca anche il Robespierre di quegli anni, cui rimprovera di non aver «insistito sulla conseguenza capitale che discende naturalmente dal principio dell'eguaglianza dei diritti: a tutti un'eguale educazione e una sussistenza assicurata. Una simile disposizione, introdotta nella costituzione, avrebbe rappresentato il più grande dei benefici, l'avrebbe resa inviolabile». Politicamente appare simile agli Enragés, tuttavia non ne fa parte.
Si candida ad amministratore del dipartimento della Somme, dichiarandosi favorevole a una legge agraria che riduca le grandi proprietà - inimicandosi così tutti i moderati del dipartimento e il sindaco di Roye e procuratore della Somme, il signore di Longuecamp - e viene eletto il 17 settembre 1792. Commette, per quanto in buona fede, un'irregolarità su un atto di vendita, della quale si accorge il Longuecamp che lo minaccia d'arresto e Babeuf preferisce fuggire, nei primi del 1793, a Parigi.

### A Parigi
Nella capitale si avvicina al movimento sanculotto e con il suo appoggio ottiene un impiego amministrativo nella sussistenza. Viene tuttavia raggiunto dalla giustizia per l'irregolarità commessa in precedenza e resta in carcere dal 14 novembre 1793 al 18 luglio 1794, dieci giorni prima dell'esecuzione di Robespierre e degli altri giacobini sostenitori del Terrore.
Pubblicò il primo numero del suo Journal de la Liberté de la Presse presto cambiato in Le Tribun du Peuple (5 ottobre 1794). Gracco Babeuf, dopo il colpo di stato del 9 termidoro, prese le parti del regime caduto che precedentemente aveva anche criticato, attaccando violentemente i fautori della politica termidoriana, che tanti privilegi aveva consentito. Il suo atteggiamento ebbe pochi consensi anche tra i giacobini così in ottobre venne arrestato e imprigionato ad Arras. In carcere conobbe Filippo Buonarroti, l'ex governatore robespierrista di Oneglia, Germain e René-François Lebois, editore del Journal de l'Égalité.

### La posizione sulla Vandea
Babeuf pubblicò un libro dal titolo: "Du système de dépopulation ou La vie et les crimes de Carrier" (in italiano, "Il sistema di spopolamento e i crimini di Carrier"), nel quale riporta alcune vicende della guerra e gli atti dell'intero processo di Jean-Baptiste Carrier (fine del 1794), accusato di crimini di repressione durante la prima guerra di Vandea nel 1793. Nel libro conia un neologismo, che oggi si potrebbe considerare un sinonimo di genocidio o democidio, ovvero "populicidio".
Nel suo libro, Babeuf, si scagliò duramente contro la "convenzione termidoriana" (composta da coloro che avevano abbattuto Robespierre, ossia diversi ex rappresentanti in missione come Barras, Fouché e Tallien, divenuti ora moderati, e altri "terroristi" quali Bertrand Barère) che riteneva formata dagli effettivi colpevoli del precedente terrore e del "populicidio". Babeuf pensava che uno stato repubblicano non avrebbe mai potuto sterminare una parte della sua popolazione, anche se ribelle e considerata controrivoluzionaria, e perché riteneva che quei cambiamenti che stavano mutando la società francese sarebbero dovuti avvenire in modo progressivo e senza l'uso della violenza. Per questo motivo, decise di testimoniare quanto avvenne in tempi molto brevi, tanto che scrisse questo libro in appena due mesi (venne pubblicato nell'inverno 1794).

### La Società degli Eguali
Furono i tentativi del Direttorio di occuparsi della crisi economica, dunque, che dettero a Babeuf la sua importanza storica. Il nuovo governo nato nel 1795, infatti, si impegnò ad abolire i privilegi di cui Parigi si era alimentata a scapito di tutta la Francia. L'annuncio causò malcontento diffuso, non soltanto per gli operai e la vasta classe di proletari, che erano emigrati a Parigi in cerca di fortuna, ma anche per gli impiegati statali, che venivano pagati tramite assegnati fissati dal governo. Tutti gli espedienti che dovevano attenuare la crisi, pertanto, non fecero che ingigantire l'allarme. I sanculotti avevano perso ormai la loro forza rivoluzionaria, dopo il fallimento dell'insurrezione del 12 germinale e quella del 1° pratile anno III, e le successive epurazioni degli ultimi montagnardi quali Bertrand Barère, Marc Guillaume Alexis Vadier, Jacques Nicolas Billaud-Varenne, Collot d'Herbois, Gilbert Romme e Antoine Quentin Fouquier-Tinville.
La miseria diffusa dopo l'abolizione della legge del maximum che pure aveva provocato inflazione, divenne il principale palcoscenico per i pesanti attacchi di Babeuf, che, in quegli anni, si era guadagnato numerosi ammiratori. Aveva intorno a sé un piccolo circolo di seguaci, conosciuto come Societé des égaux, che, ben presto, si trovò a confrontarsi con il partito giacobino che incontrò al Club del Panthéon, in funzione anti-termidoriana e contro i neo-monarchici. Già nel mese di novembre del 1795 venne segnalato dalla polizia per aver predicato apertamente all'insurrezione, la sommossa e la costituzione del 1793. La Società venne influenzata dagli scritti di Sylvain Maréchal, autore di Le Manifeste des Egaux, nonché simpatizzante di Babeuf e giovane illuminista di seconda generazione, opposto ai più moderati Idéologues.
Il diritto principale per gli Eguali non era quello della proprietà privata, ma il diritto dell'esistenza, per cui l'obiettivo finale era il comunismo.
Gerarchicamente la Società era divisa come una società segreta: al vertice vi era un gruppo dirigente, chiamato Direttorio segreto. Questo era l'unico a conoscere completamente il programma rivoluzionario. Sotto vi erano gli agenti rivoluzionari e gli agenti militari; infine i sostenitori del progetto: democratici, patrioti e sezioni popolari. Il direttorio segreto manifestava alcuni punti del progetto rivoluzionario solo ai democratici e ai patrioti ma non alle sezioni popolari, che servivano solo come forza d'appoggio. In caso di vittoria i rivoluzionari avrebbero preso il potere. Comunque ci sarebbe stato bisogno di un periodo di dittatura composta da una minoranza rivoluzionaria, un nuovo Comitato di salute pubblica, idea che anticipò la dittatura del proletariato di Marx. Questa solo poteva garantire la messa in atto dei nuovi ideali; successivamente si sarebbe tornati ad una repubblica democratica a suffragio universale.
Per un certo tempo, il governo si tenne informato alle attività del gruppo, seppure non intervenendo direttamente. Il Direttorio lasciò crescere l'ideale socialista con lo scopo di dissuadere la gente dall'associarsi ai movimenti monarchici (sia i moderati del Club di Clichy inseriti nel Direttorio stesso, che gli insorti di vendemmaio), che desideravano il rovesciamento del regime in vigore. Il 20 febbraio 1796, divenne necessario porre un nuovo maximum sui prezzi del pane e della carne.
Con la crescita della crisi economica, tuttavia, l'influenza di Babeuf aumentò e, dopo che Napoleone Bonaparte, su incarico di Paul Barras, chiuse la società il 27 febbraio 1796, anche l'aggressività del gruppo raddoppiò. In Ventoso e Germile, sotto lo pseudonimo di Lalande, soldat de la patrie, un nuovo pamphlet, il Eclaireur du Peuple, ou le Défenseur de Vingt-Cinq Millions d'Opprimés, venne diffuso clandestinamente a Parigi.

### Arresto e morte

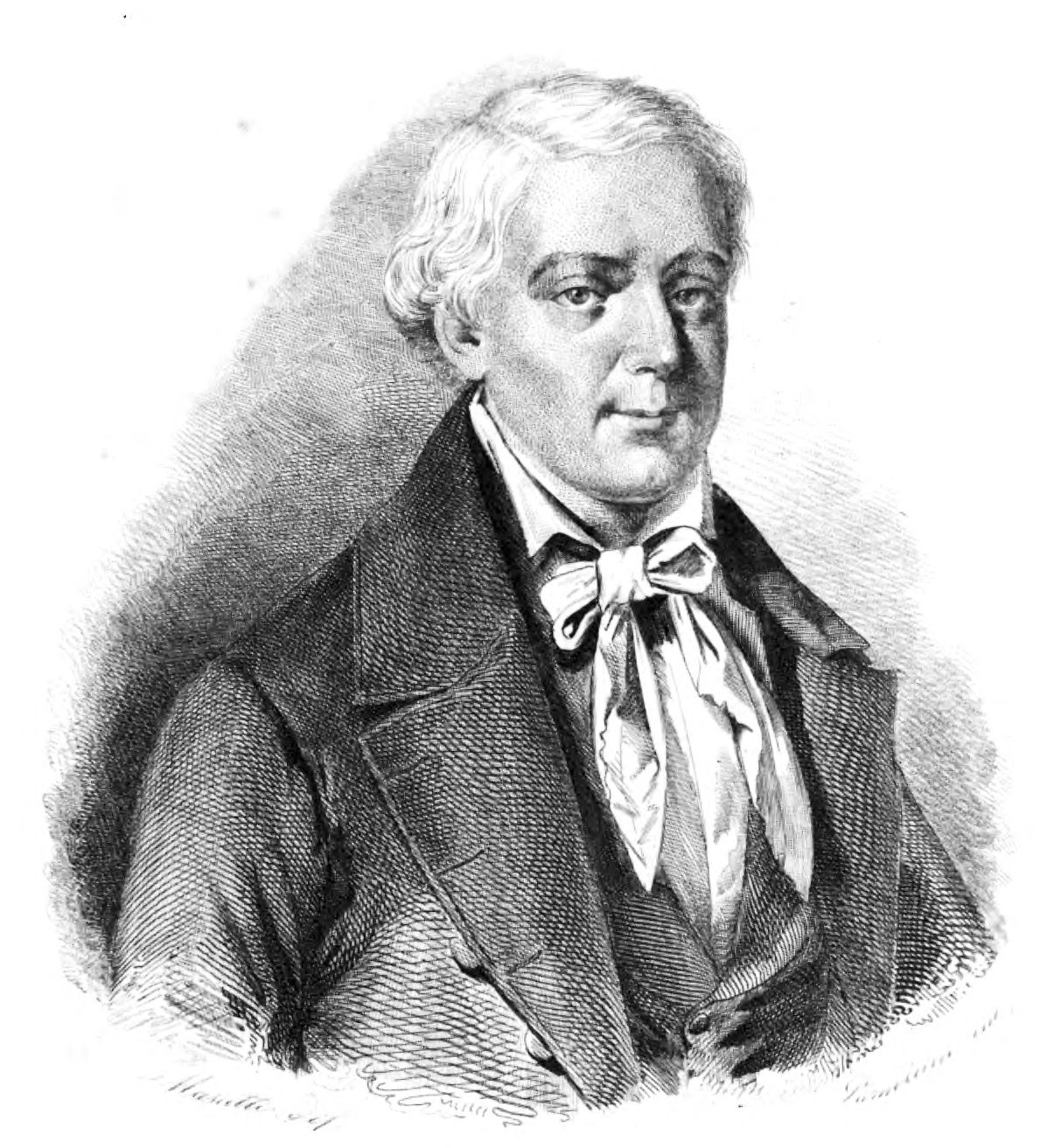
Filippo Buonarroti

La canzone di Sylvain Maréchal, Chanson nouvelle à l'usage des faubourgs, i cui primi, celebri versi recitano: Mourant de faim, mourant de froid / Peuple dépouillé de tout droit ("Morente di fame, morente di freddo / Popolo spogliato di ogni diritto"), scritta per radicalizzare l'opinione pubblica, cominciò ad essere cantata nei café, dove i pensieri di rivolta ebbero modo di trovare terreno fertile per attecchire con successo.
Il Direttorio pensò fosse tempo di agire. Il 10 maggio Babeuf, che aveva preso lo pseudonimo di Tissot, venne arrestato; molti degli associati vennero segnalati alla polizia: tra questi c'erano Augustin Darthé e Filippo Buonarroti, ex-membri della Convenzione Nazionale, Robert Lindet, Jean-Pierre-André Amar, Marc Guillaume Alexis Vadier (uno dei Termidoriani, già condannato alla deportazione ma evaso) e Jean-Baptiste Drouet.

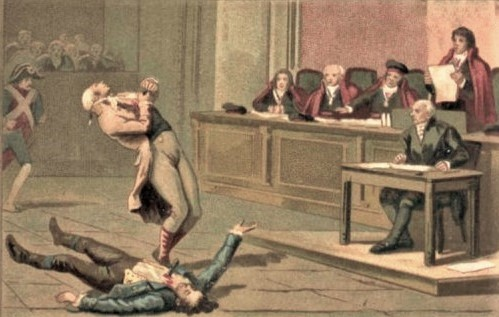
Il tentativo di suicidio di Darthé e Babeuf dopo la lettura della sentenza.

Il provvedimento severo preso dal governo riuscì. Il processo di Babeuf e gli altri cominciò il 20 febbraio 1797 a Vendôme e durò due mesi. Il 26 maggio 1797 Babeuf e Darthè vennero condannati a morte; alcuni, come Buonarroti, furono esiliati, gli altri, tra cui Vadier, incarcerati. Subito dopo la lettura della sentenza, Babeuf e Darthè tentarono il suicidio con i pugnali. Buonarroti protestò e si appellò agli spettatori presenti in tribunale, ma le baionette subito alzate impedirono loro qualsiasi reazione. «I gendarmi afferrarono i deportati, li minacciarono con le sciabole e li trascinarono con i loro compagni» sanguinanti fuori dalla vista dei presenti. I due condannati a morte «trascorsero una notte crudele tra le sofferenze causate dalle ferite» autoinferte, e la mattina seguente furono ghigliottinati. «Vicino a ricevere il colpo fatale, Babeuf parlò del suo amore per il popolo» a cui raccomandò la moglie e i figli.
Il corpo di Babeuf venne trasportato e sepolto in una fossa comune dell'antico cimitero del Grand Faubourg di Vendôme, nella Loir-et-Cher.
Gli Eguali sopravvissero in clandestinità alla morte di Babeuf e alle elezioni legislative del 1799, vinte dai giacobini del Club del Maneggio, riuscirono a presentare delle liste, ottenendo il 6 % dei voti ed eleggendo 45 deputati al Consiglio dei Cinquecento, poco dopo abolito da Napoleone quando abbatté il Direttorio con il colpo di Stato del 18 brumaio.

### Scritti di Babeuf
- Cadastre perpétuel, ou Démonstration des procédés convenables à la formation de cet important ouvrage..., Paris, Garnery et Volland, tous les marchands de nouveautés ; Versailles, Blaizot, 1789, XLVI-192
- De la nouvelle distinction des ordres par M. de Mirabeau, Paris, Volland, 1789, 8 p.
- Lettre à l'Observateur :16 août 1789 (supplément au n° 4 de l'Observateur), Paris, 1789, 2 p.
- À Messieurs du Comité des recherches de l'Assemblée nationale, 1790, 4 p.
- Nouveau calendrier de la République française, conforme au décret de la Convention nationale, Paris, l'auteur, 1793, 20 p.
- Les Battus payent l'amende, ou les Jacobins jeannots, Paris, Imprimerie de Franklin, 1794, 24 p.
- Voyage des Jacobins dans les quatre parties du monde : avec la constitution mise à l'ordre du jour par Audouin et Barrère, Paris, Imprimerie de Franklin, 1794, 16 p.
- Du Système de dépopulation, ou la Vie et les crimes de Carrier, son procès et celui du Comité révolutionnaire de Nantes, Paris, Imprimerie de Franklin, an III (1794), ISBN 978-2-204-08732-2.
- On veut sauver Carrier. On veut faire le procès au Tribunal révolutionnaire. Peuple, prends garde à toi !, an III (1794).
- Journal de la liberté de la presse, 1-22, 17 fructidor - 10 vendémiaire an II (3 settembre — 1º ottobre 1794)
- Tribun du peuple ou Le défenseur des droits de l'homme, en continuation du Journal de la liberté de la presse, 23-32 14 vendémiaire an II - 13 pluviôse an III, 5 ottobre 1794 —  1 febbraio 1795), 34-43 du 15 brumaire an III au 5 floréal an IV (5 novembre 1795 — 24 aprile 1796)
- Lettre à l'ami du peuple (de Lebois), an IV
- Le cri du peuple français contre ses oppresseurs, Parigi 1796
- G. Babeuf, tribun du peuple, à ses concitoyens, Paris, Imprimerie de Franklin, 1796, 8 p.
- Adresse du tribun du peuple à l'armée de l'intérieur, Paris, Imprimerie du tribun du peuple, 1796, 12 p.
- Péroraison de la défense de Gracchus Babeuf, tribun du peuple, prononcée devant la Haute-Cour de justice, Paris, Imprimerie de R.-F. Lebois, 7 p.
- Dernière Lettre de Gracchus Babeuf, assassiné par la prétendue Haute-cour de justice, à sa femme et à ses enfans, à l'approche de la mort, Imprimerie de R.-F. Lebois, 1797.
- Babeuf et la Conspiration pour l'Egalité, raccolta di scritti, Paris, 1962

### Resoconti
- Filippo Buonarroti, Cospirazione per l'uguaglianza detta "di Babeuf", 1828

### Studi
- M. Dommanget, Pages choisies de Babeuf recueillies, commentées, annotées, Paris, 1935
- Babeuf et les problèmes du babouvisme, in «Acta du colloque de Stockholm», Paris, 1963
- K. e M. Midell, François Noël Babeuf: Märtyrer der Gleichheit, Berlin 1988
- Ph. Riviale, La conjuration: Essai sur la conjuration pour l´égalité dite de Babeuf, Paris 1994 ISBN 2-7384-2301-9
- A. Maillard, Présence de Babeuf: Lumiéres, révolution, communisme in «Actes du Colloque International Babeuf, Amiens, 7 décembre 1989», Paris 1994 ISBN 2-85944-253-7
- V. Advielle, Histoire de Gracchus Babeuf et du babouvisme, Paris 1995 ISBN 2-7355-0212-0
- I. H. Birchall, The Spectre of Babeuf, Paris 1997 ISBN 0-312-17365-2
- A. Maillard, La communaute des égaux: Le communisme néo-babouviste dans la France des années 1840, Paris 1999 ISBN 2-84174-139-7
- Ph. Riviale, L'impatience du bonheur: Apologie de Gracchus Babeuf, Paris 2001 ISBN 2-228-89382-X
- F. Larue-Langlois, Gracchus Babeuf: Tribun du peuple, Paris 2003 ISBN 2-86645-496-0